# Svetlana Paramyguina
Svetlana Viacheslávovna Paramyguina –en ruso, Светлана Вячеславовна Парамыгина; en bielorruso, Святлана Вячаславаўна Парамыгіна– (Sverdlovsk, URSS, 5 de abril de 1965) es una deportista bielorrusa que compitió para la URSS en biatlón.
Participó en tres Juegos Olímpicos de Invierno, entre los años 1992 y 1998, obteniendo una medalla de plata en Lillehammer 1994, en la prueba de velocidad.
Ganó cinco medallas en el Campeonato Mundial de Biatlón entre los años 1990 y 1994, y tres medallas en el Campeonato Europeo de Biatlón entre los años 1995 y 2000.

## Palmarés internacional
| Representando a la URSS     |                         |                   |             |
| Campeonato Mundial          |                         |                   |             |
| Año                         | Lugar                   | Medalla           | Prueba      |
| 1990                        | Minsk (URSS)            | Medalla de oro    | Equipo      |
| 1991                        | Lahti (Finlandia)       | Medalla de oro    | Equipo      |
| Representando a Bielorrusia |                         |                   |             |
| Juegos Olímpicos            |                         |                   |             |
| Año                         | Lugar                   | Medalla           | Prueba      |
| 1994                        | Lillehammer (Noruega)   | Medalla de plata  | Velocidad   |
| Campeonato Mundial          |                         |                   |             |
| Año                         | Lugar                   | Medalla           | Prueba      |
| 1993                        | Borovets (Bulgaria)     | Medalla de plata  | Equipo      |
| 1993                        | Borovets (Bulgaria)     | Medalla de bronce | Individual  |
| 1994                        | Canmore (Canadá)        | Medalla de oro    | Equipo      |
| Campeonato Europeo          |                         |                   |             |
| Año                         | Lugar                   | Medalla           | Prueba      |
| 1995                        | Grand-Bornand (Francia) | Medalla de oro    | Individual  |
| 1996                        | Val Ridanna (Italia)    | Medalla de bronce | Relevo      |
| 2000                        | Zakopane (Polonia)      | Medalla de plata  | Persecución |